# Pyramide (architecture)
Pour les articles homonymes, voir Pyramide (homonymie).

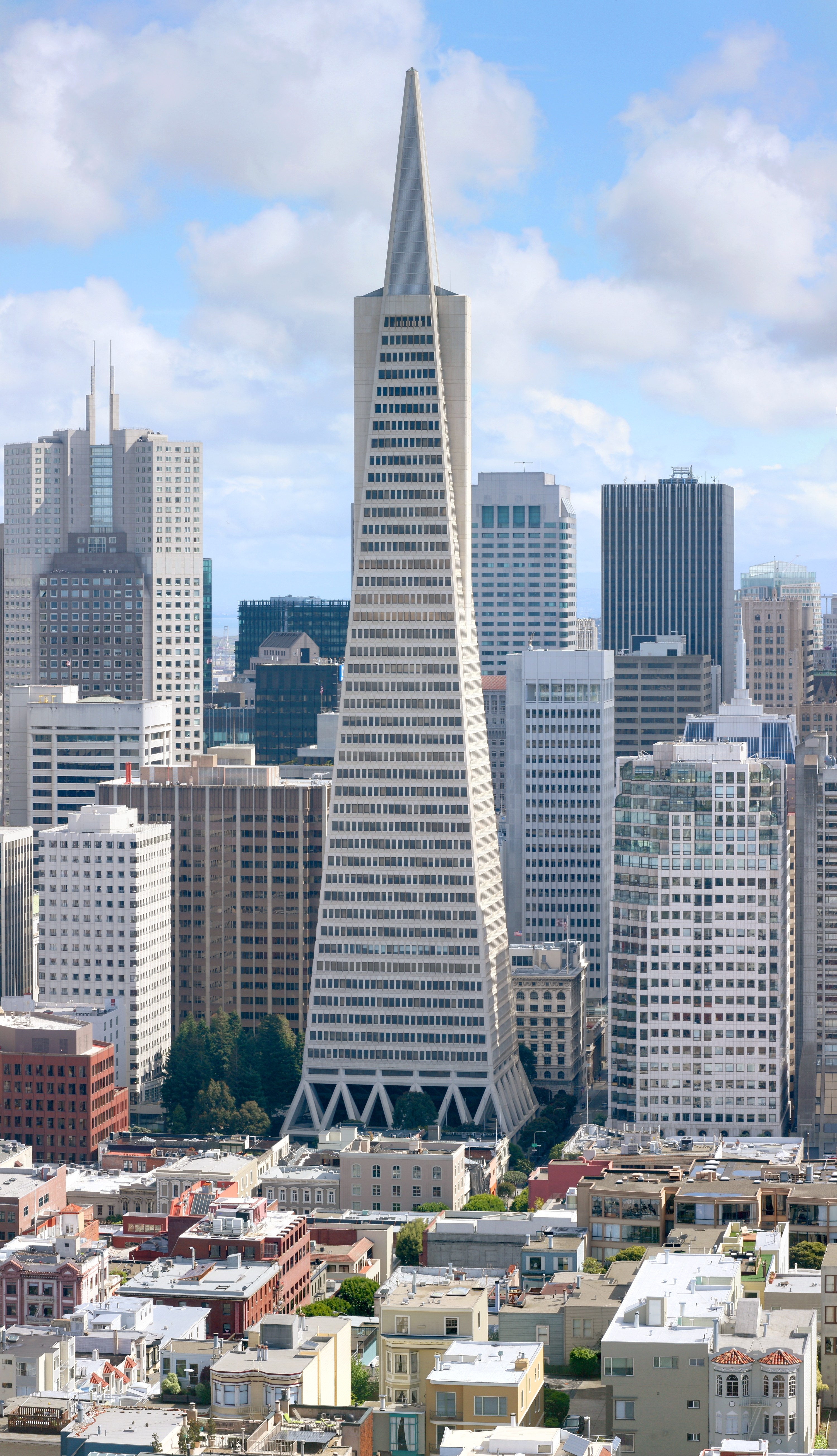
Le gratte-ciel de San Francisco, baptisé Transamerica Pyramid, est architecturalement parlant un obélisque.

La pyramide est une construction de forme pyramidale. Sauf exception, la base de la pyramide est carrée et correspond à la face horizontale au sol. Du point de vue géométrique, une telle construction possède 5 sommets. Le sommet d'une pyramide désigne alors l'apex, son point le plus élevé. Dans le vocabulaire architectural, l'obélisque se distingue de la pyramide par sa hauteur qui est supérieure à trois fois la moitié de la base.

## Monuments antiques
Les civilisations précolombiennes (aztèques, incas, mayas…), ainsi que les civilisations égyptiennes, ont créé de nombreuses pyramides, à usage religieux de temple ou de sépulture.

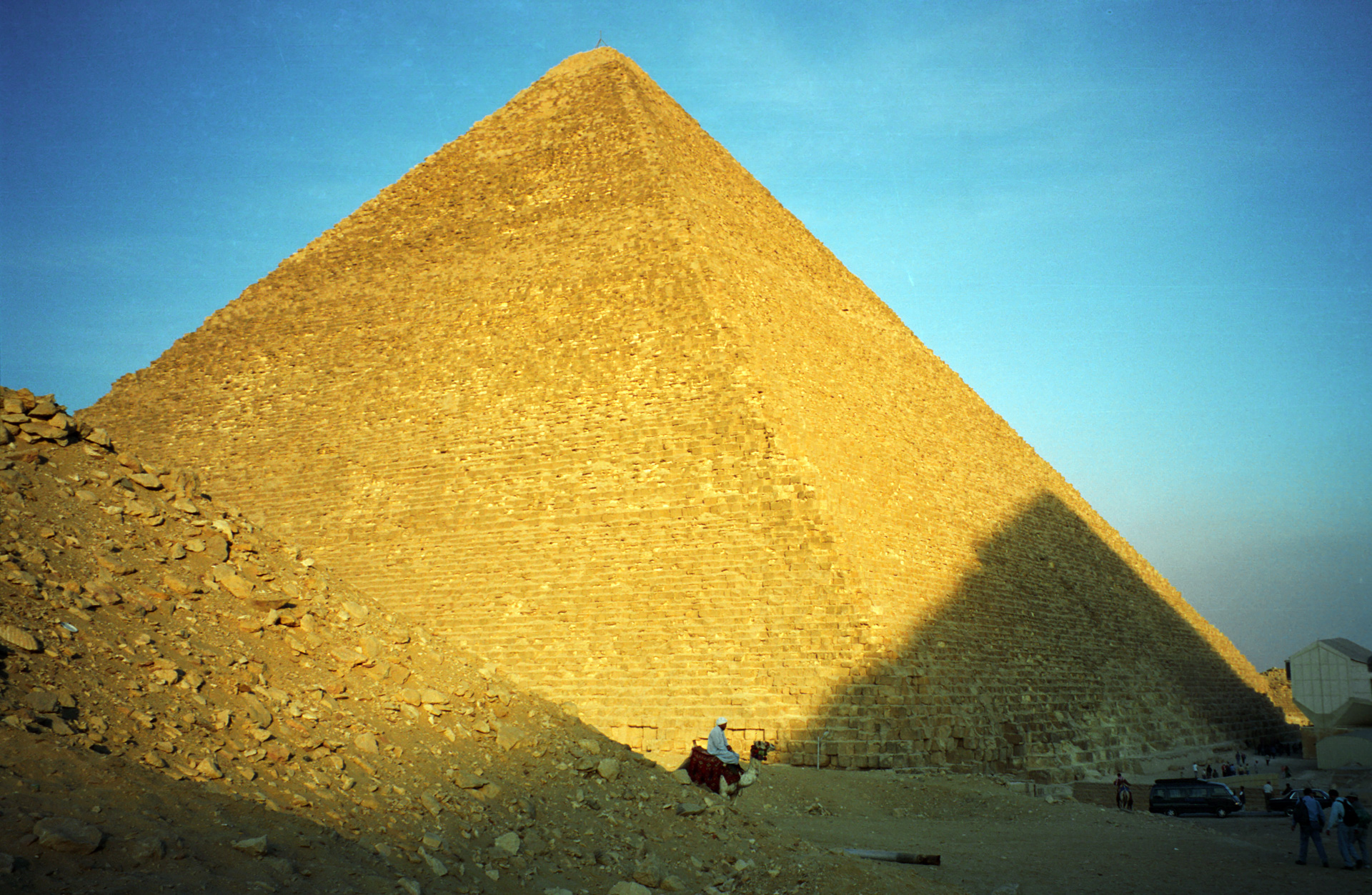
Pyramide de Khéops.

Les plus célèbres sont probablement les pyramides d'Égypte notamment la pyramide de Khéops.

## Réalisations duXIXesiècle

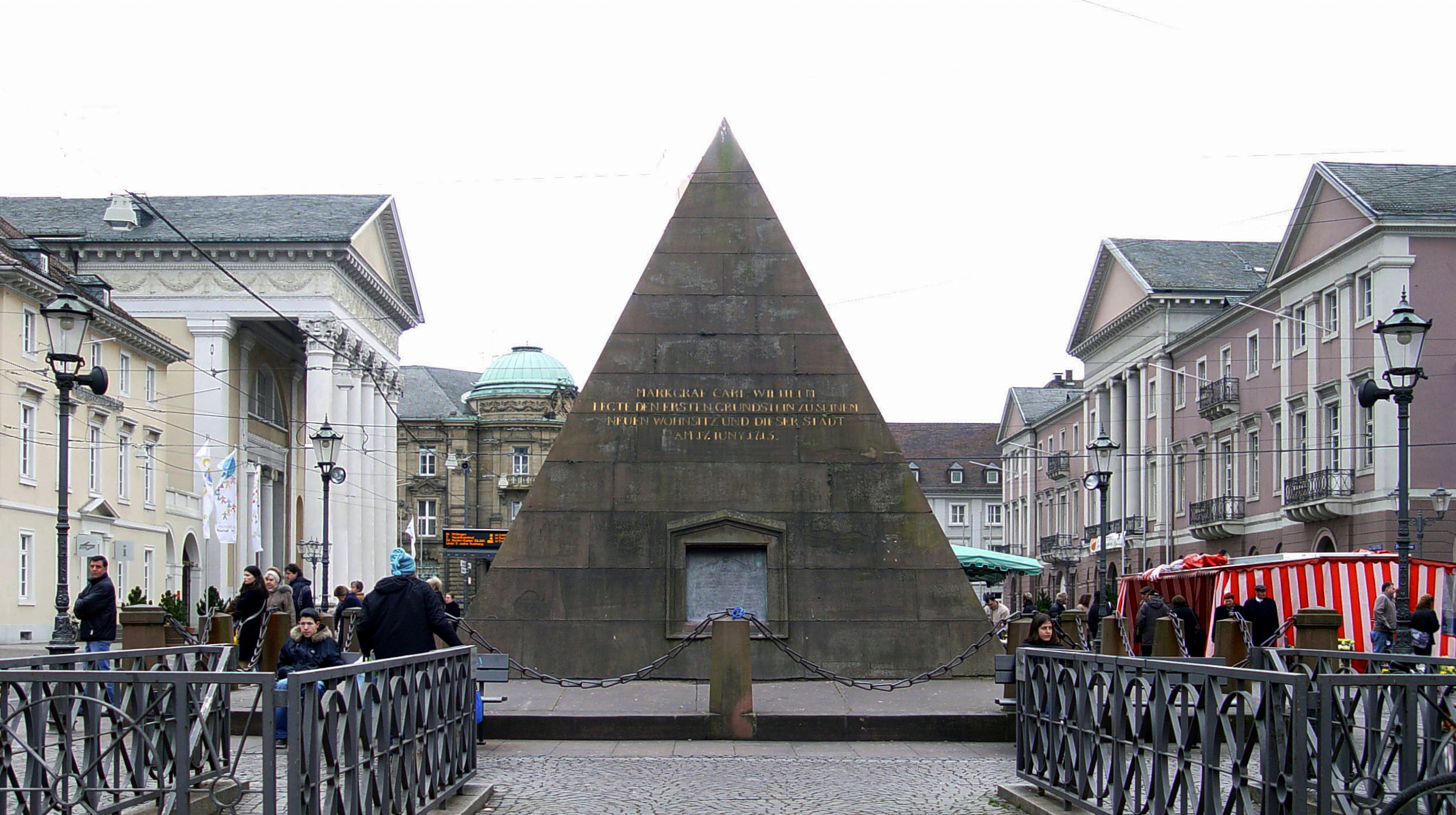
La pyramide sur la place du marché de Karlsruhe.

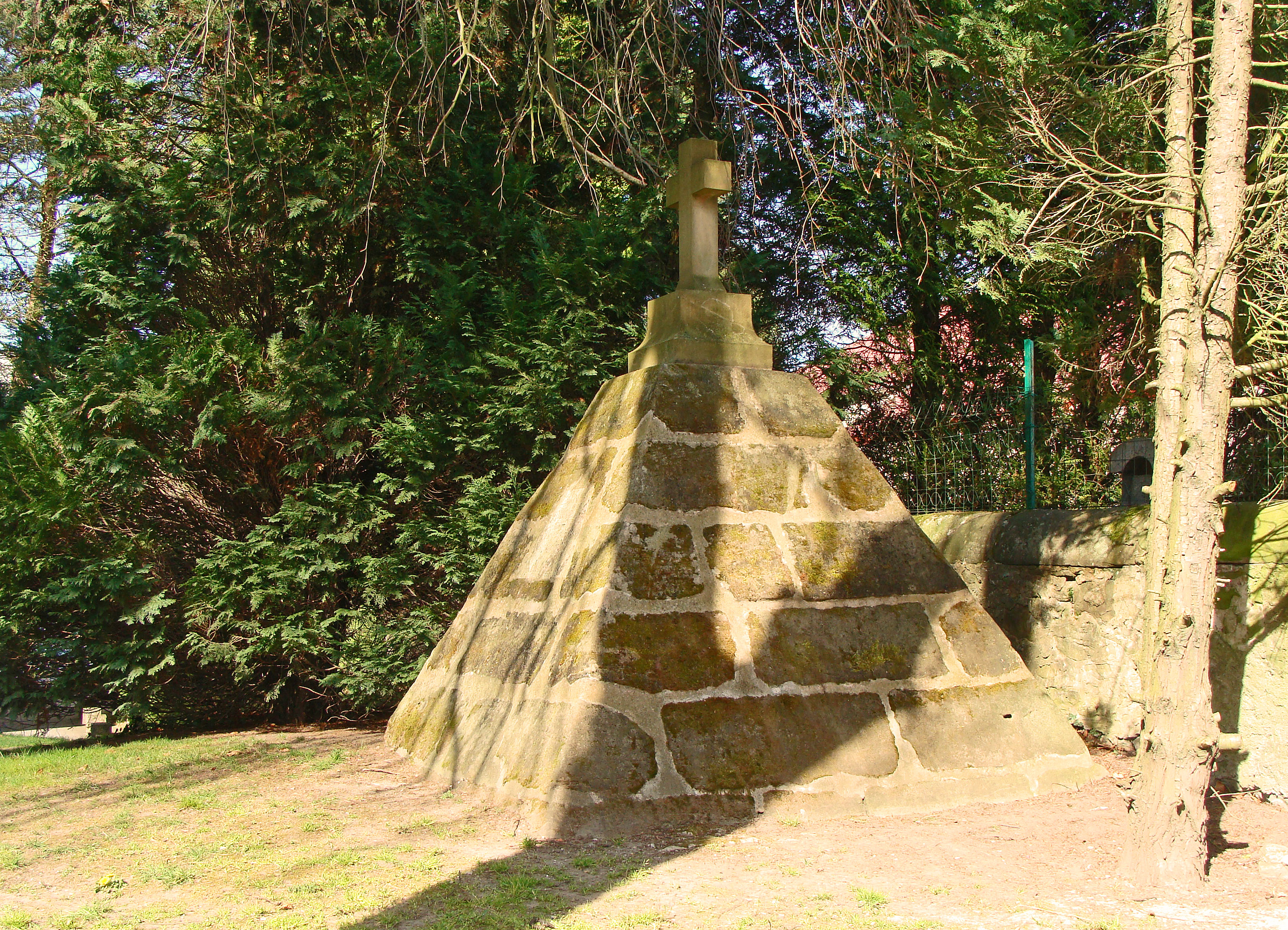
Tombe pyramidale de Philippe-Louis Mangay à Freyming-Merlebach.

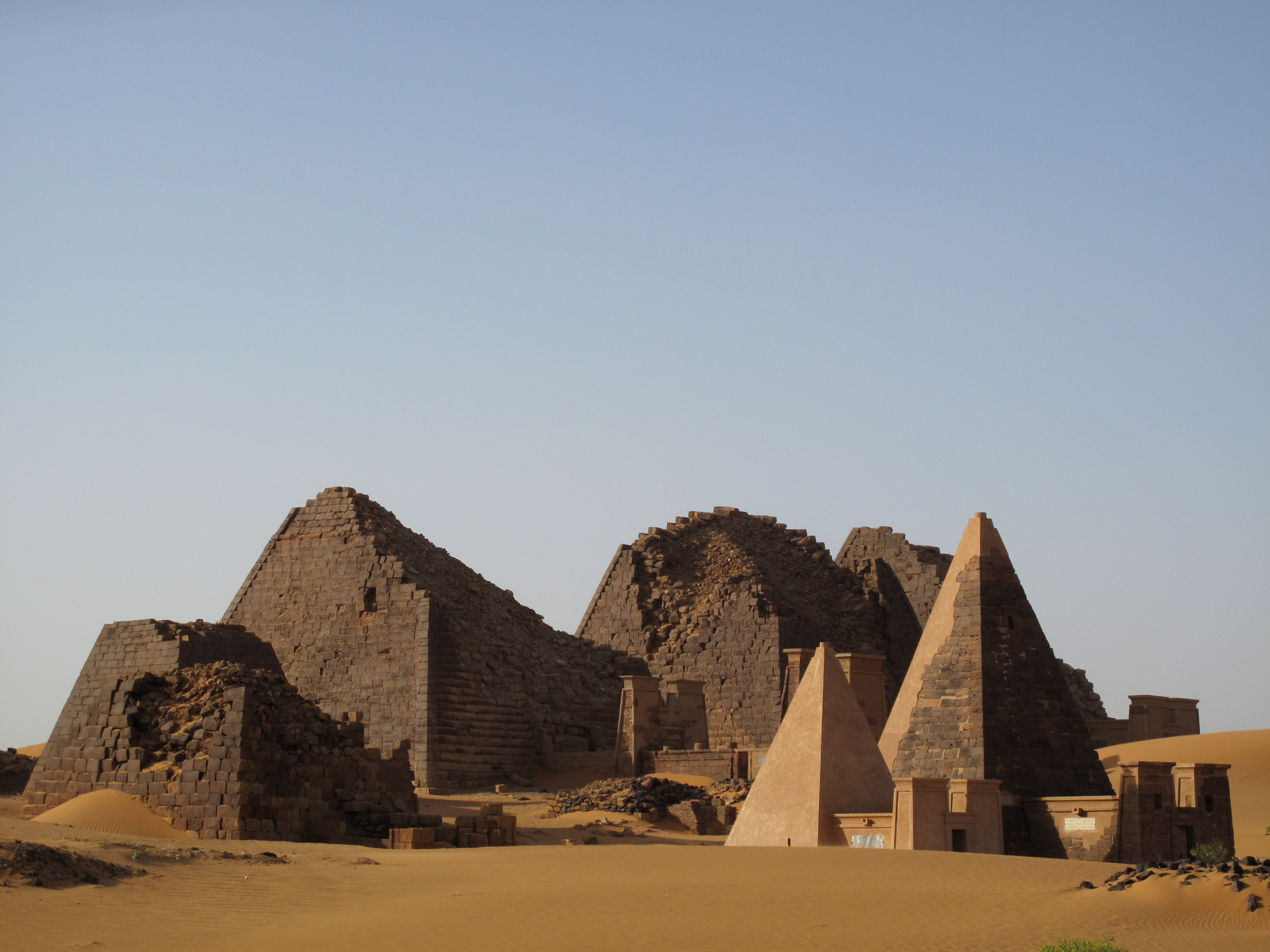
Pyramides nubiennes de Méroé au Soudan.

La pyramide de Karlsruhe est une pyramide de grès rouge située au centre de la place du marché à Karlsruhe, en Allemagne. C'est le tombeau du fondateur de la ville, le margrave Charles-Guillaume de Bade-Durlach. Elle a été érigée entre 1823 et 1825, sous la direction de l'architecte Friedrich Weinbrenner, à la place de la Konkordienkirche, l'église luthérienne baroque à colombages qui accueillait la dépouille de Charles-Guillaume depuis 1807.
La pyramide a une assise carrée et une hauteur extérieure de 6,5 mètres. C'est un exemple de l'éclectisme égyptien, un style en vogue au début du XIXe siècle, à la suite de la campagne d'Égypte menée par Napoléon. Les successeurs du margrave ne reposent pas dans la pyramide, mais dans une chapelle funéraire construite au nord-est du centre-ville, dans le parc du château.
À Freyming-Merlebach, Philippe-Louis Mangay (1782-1842), riche avocat à la cour royale de Metz, se fait inhumer dans une tombe de forme pyramidale, square Saint-Maurice à Freyming-Merlebach. Cette tombe est située près du chœur (XVIIIe) de l'ancienne église paroissiale de Freyming.

## Réalisations contemporaines

La pyramide du Louvre sur la cour Napoléon, à Paris.

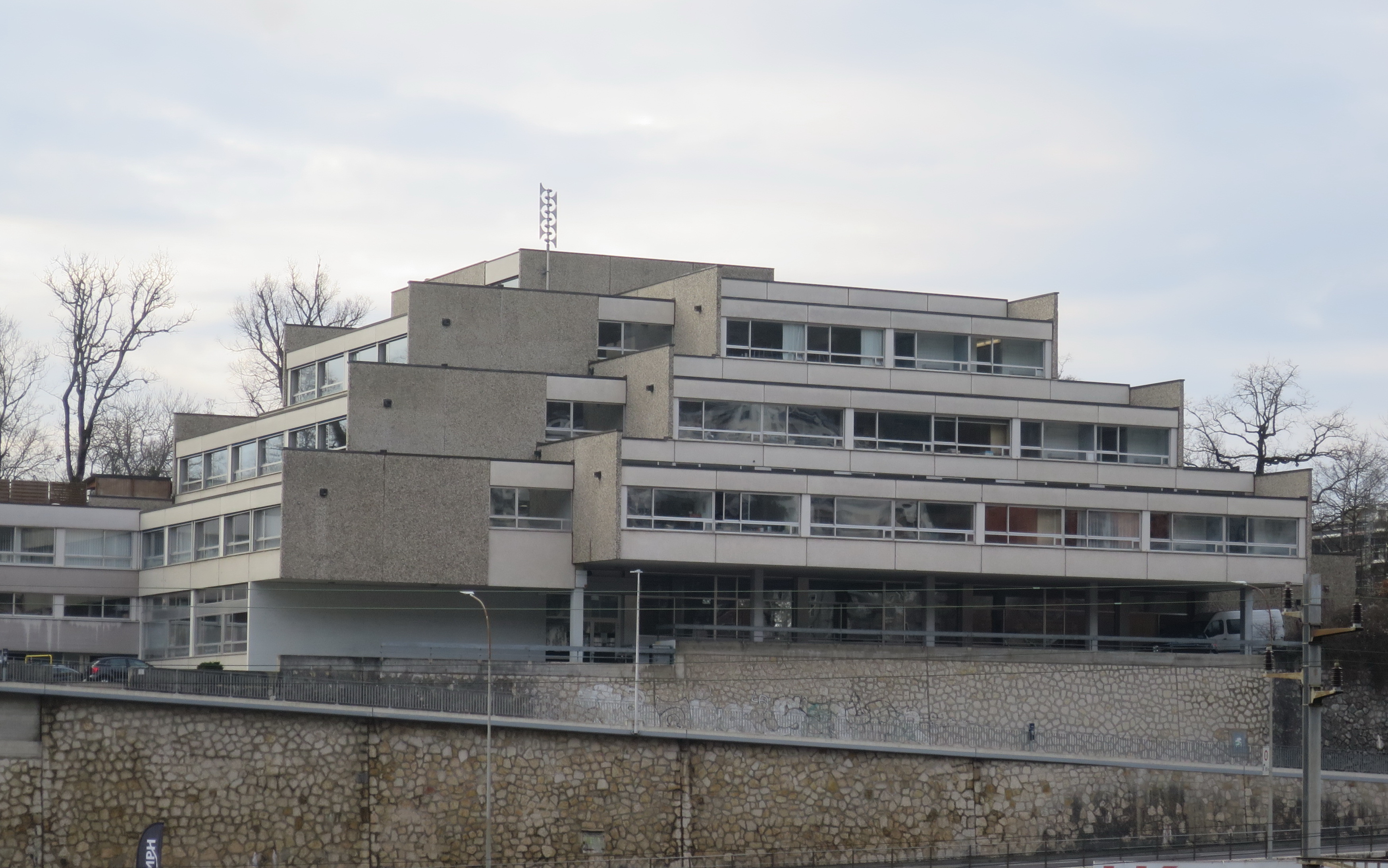
L'une des deux pyramides de l'école du Mail à Neuchâtel.

Cette forme a été reprise à la fin du XXe siècle par Jean Balladur pour la réalisation de La Grande-Motte.
De 1967 à 1972, l'architecte suisse Alfred Habegger réalise à Neuchâtel (Suisse) un complexe scolaire sous la forme de deux pyramides de plan carré reliées par un corps de liaison. Les salles de classe sont disposées sur les quatre côtés. Un système de rampes dessert les quarts de niveau et s'enroule autour d'un puits de lumière.
À San Francisco (Californie), les architectes de la Transamerica Pyramid (construite en 1972, 260 mètres) ont choisi de traiter de façon futuriste la forme de la pyramide.
La pyramide de Sainte-Foy à Québec date de 1974.
À Paris, la pyramide du Louvre, dessinée par l'architecte sino-américain Ieoh Ming Pei, sert de porte d'entrée monumentale au musée.
En 2006, la construction du Palais de la paix et de la réconciliation, en forme de pyramide, a été achevée à Astana.

## Symbolique
La pyramide est avec le cône le volume ayant la plus grande capacité à évoquer la masse,. Cette évocation de la masse est liée à celle de l'éternité, car elle est notamment la forme du tumulus, de la masse mégalithique.
Ainsi Christian Norberg-Schulz écrit à son propos : « Sa forme équilibrée apparaît comme une synthèse de forces verticales et horizontales et sa construction incomparablement massive semble la concrétisation d'un ordre stable et éternel ».
Contrairement à une idée assez communément répandue, les pyramides en tant que telles ne font l'objet d'aucune entrée dans la plupart des ouvrages de référence sur le symbolisme maçonnique. On trouve dans le symbolisme maçonnique traditionnel, dès 1745 au moins, une « pierre cubique à pointe » composée d'un cube surmonté d'une pyramide de base carrée, mais ce n'est pas à proprement parler une pyramide. Si des pyramides sont parfois présentes dans l'iconographie maçonnique plus tardive, en particulier pendant la grande période de l'égyptomanie du XIXe siècle, c'est presque toujours à titre d'élément décoratif.